# 債務
債務（さいむ、英: debt）とは、ある者が他の者に対して一定の行為をすること又はしないこと（不作為）を内容とする義務をいう。義務を負う者を債務者、権利を有するものを債権者と呼ぶ。
債権を債務者からみた場合の表現。
複数の人が、同じ債務を負担すると連帯債務となる。
日常用語としては、借金／ローンと同義に使われることもある。

## 効力
債務者に対する関係において、債権者は次のような権能が認められる。
1. 給付保持力：債権者は債務者の給付を受領し、自分の財産として保持することができる。
2. 給付請求力：債権者は、債務者に対して給付を請求することができる。
3. 強制力：債権者は、債務者が履行しない場合、裁判所に履行を請求することができる。
4. 損害賠償請求権（民法第415条）
5. 妨害排除請求権
6. 債権者代位権（民法第423条）
7. 詐害行為取消権（債権者取消権ともいう）（民法第424条）
8. 掴取力：債権者は、債務者の一般財産に対して終局的に支配することができる。

## 与える債務・為す債務
強制履行の方法により区別される（414条）。
- 与える債務：物の引渡しを目的とする。たとえば、売買契約が締結された場合において、売主が買主に物を引き渡す債務がこれにあたる。
直接強制･間接強制が出来る。
- 為す債務：物の引渡し以外を目的とする
直接強制が出来ず、間接強制･代替執行が出来る。
  - 作為債務
  - 不作為債務

## 関連用語
- 第三債務者

債務者の債務者をいう。
- 指定債務者

根抵当権の元本の確定前にその債務者について相続が開始したとき、相続開始の時に存する債務と相続の開始後に負担する債務を担保する、根抵当権者と根抵当権設定者との合意により指定された相続人（b:民法第398条の8)。

## ローンの種類
日本の主なローンの種類は次のとおりです。
- 個人ローン: 住宅の改修や教育など、個人使用のための無担保ローン。
- 住宅ローン: 住宅の購入または建設に使用される住宅ローン。通常、返済期間は長期です。
- 自動車ローン: 車両を購入するためのローン。銀行と自動車販売店の両方で提供されることが多い。
- ビジネスローン: 事業運営、拡張、または起業のためのローン。通常、担保が必要です。
- 学生ローン: 教育関連費用を賄うためのローン。通常、金利は低めです。
- クレジットカードローン: クレジットカードを通じて提供される回転信用。通常、金利は高めです。[1]
- ブリッジローン: 長期的な解決策が利用可能になるまで、当面の資金ニーズを賄うために使用される短期ローン。
- リフォームローン: 住宅の改修または改修に特化したローン。
- 借り換えローン: 既存のローンをより良い条件で置き換えるために使用されるローン。多くの場合、住宅ローン用です。
- 農業ローン: 農業および農業関連活動のためのローン。通常、農村地域を対象としています。